# Nhân vật chính thứ hai
Nhân vật chính thứ hai (tiếng Anh: deuteragonist; tiếng Hy Lạp cổ: δευτεραγωνιστής) hay nhân vật phó chính, là nhân vật quan trọng thứ hai của một câu chuyện chỉ sau nhân vật chính. Vai trò của nhân vật phó chính được coi là quan trọng hơn nhân vật thứ chính, các nhân vật phụ và nhân vật quần chúng. Nhân vật phó chính thường đóng vai trò là người bạn thường xuyên đồng hành cùng nhân vật chính, hoặc là một người tích cực hỗ trợ nhân vật chính, hoặc là đối thủ của nhân vật chính, hoặc là  nữ chính của câu chuyện (nếu nhân vật chính là nam). Nhân vật phó chính có thể chuyển đổi giữa việc hỗ trợ hoặc đối đầu với nhân vật chính, tùy thuộc vào mối quan hệ của họ và diễn biến của câu chuyện.